# Skrattar bäst som lever längst
Skrattar bäst som lever längst (franska: Elle boit pas, elle fume pas, elle drague pas, mais... elle cause !) är en fransk komedifilm från 1970 i regi av Michel Audiard.
Filmen är baserad på Fred Kassaks roman Bonne vie et meurtres.

## Rollista i urval
- Annie Girardot - Germaine
- Bernard Blier - Alexandre Liéthard
- Mireille Darc - Francine Marquett
- Catherine Samie - Jannou Mareuil
- Jean-Pierre Darras - Georges de La Motte Brébière
- Jean Le Poulain - M. Gruson
- Jean Carmet - Marcel
- Micheline Luccioni - Lucette
- Robert Dalban - M. Delpuech
- Dominique Zardi - naturvetenskaparen